# ريو ناغاي
ريو ناغاي (باليابانية: 永井 龍) (23 مايو 1991 في نيشينومايا في اليابان – )؛ هو لاعب كرة قدم ياباني سابق كان يلعب كمهاجم.

## وصلات خارجية
- ريو ناغاي على موقع رابطة كرة القدم اليابانية للمحترفين (اليابانية)
- ريو ناغاي على موقع قاعدة بيانات كرة القدم.إي يو (الإنجليزية)
- ريو ناغاي على موقع Soccerway.com (الإنجليزية)
- ريو ناغاي على موقع عالم كرة القدم.نت (الإنجليزية)
- ريو ناغاي على موقع كووورة